# François Guilloré
Pour les articles homonymes, voir Guilloré.
François Guilloré, né le 25 décembre 1615 au Croisic (France) et décédé le 29 juin 1684 à Paris, est un prêtre jésuite français et écrivain spirituel.

## Biographie
Très peu d'informations existent sur les origines de la famille de François Guilloré, sur les circonstances de son entrée dans la Compagnie de Jésus qui eut lieu après des études au collège de la Flèche. Ordonné prêtre il est préfet spirituel au collège de Vannes. Il y côtoie François Ragueneau, Vincent Huby et Jean Rigoleuc autres grandes figures spirituelles jésuites de l'époque. Avant sa nomination à Paris, après un passage par Nantes, il passe plusieurs années sur les routes de France comme missionnaire itinérant. 
C'est à Paris qu'il commence sa carrière d'écrivain tout en s'adonnant à la pratique de la direction spirituelle. Louise de Bellère et Catherine de Bar comptent parmi ses dirigées. C'est aussi à Paris qu'il meurt le 29 juin 1684, année de la publication de son fameux traité spirituel : Secrets de la vie spirituelle qui en découvrent les illusions.

## Écrits spirituelles
François Guilloré est principalement connu pour deux ouvrages spirituels rédigés et publiés à la fin de sa vie. 
- 1683 : Le Véritable esprit des religieuses adoratrices perpétuelles du très Saint-Sacrement de l'autel. Il s'agit plus précisément d'une révision d'un texte écrit par sa dirigée Catherine de Bar.
- 1684 : Secrets de la vie spirituelle qui en découvrent les illusions.